# Берзиньш, Улдис
У́лдис Бе́рзиньш (латыш. Uldis Egīls Valdemārs Bērziņš; 17 мая 1944 года, Рига — 24 марта 2021 года) — советский и латышский поэт и переводчик шедевров мировой поэзии на латышский язык, реформатор латышской поэзии, автор двух десятков книг, востоковед, полиглот. Поэзия Улдиса Берзиньша включена в Культурный канон Латвии наряду с 99 другими величайшими ценностями народа.

## Биография
Родители матери поэта родом из Нереты. Дед Янис Витолс (1876—1951) был офицером Русской императорской армии в 7 Бауском полку латышских стрелков, командовал батальоном во время Рождественских боёв у Пулемётной горки в 1916 году. Бабушка Мария Яковлевна Витола, урождённая Стакена или Стакане (1879—1971) происходила из Боклениеков (Буклениеков) Ритеской волости, в пяти километрах от Нереты. Бабушка в основном и воспитывала внука.
Улдис Эгилс Валдемарс Берзиньш родился в Риге 17 мая 1944 года у помощника начальника железнодорожной станции Паула Яниса Берзиньша и его жены Себастьяны Бируты, в девичестве Витолы (1922—2004). Мать поэта была замужем дважды: 14 ноября 1943 года она вышла замуж за официального отца Берзиньша, а второй — за Леонида Озолиньша 2 августа 1952 года.
Детство мальчика прошло в большой квартире на ул. Кр. Барона, 26. Он начал учиться в 1951 году в русской 40-й Рижской средней школе, затем закончил Рижскую 7-ю среднюю школу Наталии Драудзини (1952—1962).
Первые стихи написал в возрасте 13 лет, первое стихотворение «Стачка» было опубликовано в 1963 году в газете «Университет» («Universitāte», Nr. 6).
Берзиньш начал изучать латышскую филологию на историко-филологическом факультете Латвийского государственного университета в 1962 году. В 1964 году был призван в Советскую армию.
После окончания службы по направлению ЛГУ был зачислен сразу на 2 курс восточного факультета Ленинградского государственного университета для изучения турецкого языка и тюркологии. В 1971 году получил диплом по турецкой филологии.
Продолжил учёбу в аспирантуре Института стран Азии и Африки МГУ, изучая персидскую и тюркскую филологию (1973—1974). В этот год он познакомился и на всю жизнь подружился с турецким поэтом Атаолом Бехрамоглу, который три года провёл в Москве по приглашению Союза писателей СССР.
В 1974 году женился на аспирантке Института востоковедения АН СССР Елене Сабуровой.
19 декабря 1974 года принят в Союз советских писателей Латвийской ССР. Рекомендации для вступления ему дали переводчик Мария Шумане, поэты Янис Сирбардис и Ояр Вациетис.
В 1976—1982 годах он совершенствовал свои знания в летних школах Пражского Карлова университета и Братиславского университета.
Первый поэтический сборник опубликовал в 1980 году.
Поэт и переводчик изучал новые языки в Ташкентском государственном университете (узбекский), Рейкьявикском университете (исландский), а также в Швеции и других странах.
В 1986 году, когда Союз писателей Латвии собрал книги с автографами писателей для отправки в Чернобыль, ликвидаторам последствий аварии на АЭС, Улдис Берзиньш единственный из членов союза вызвался отвезти эту библиотеку в Чернобыль и уговорил присоединиться Марину Костенецкую и редактора газеты «Literatūra un Māksla» («Литература и искусство») Андриса Спрогиса. «У меня двое детей есть, третьего не планирую», — сказал он Костенецкой. Он считал, что надо подбодрить дух людей, которых мобилизовали на два месяца, а потом продлили срок, объяснив, что их здоровье уже подорвано и не надо присылать на их место других мужчин, чтобы подорвать и их здоровье.
В 1992 году Берзиньш был избран почётным академиком Академии наук Латвии.
С сентября 1994 года до августа 1995-го изучал древнееврейский язык на международном семинаре по переводу Библии в Амстердамском открытом университете.
В 1997 году учился в Теологическом институте Упсальского университета.
Участвовал в форуме по вопросам переводов Корана Лундского университета. С 2002 года преподавал турецкий язык на Факультете современных языков Лундского университета; гражданин Швеции.
Улдис Берзиньш скончался в Риге 24 марта 2021 года.

## Творчество
Берзиньш переводил с польского, русского, древнеисландского, турецкого, азербайджанского, туркменского, персидского, армянского, древнееврейского, арабского языков, также знал иврит, татарский, чувашский языки. «Переводчик — первый читатель текста, но отнюдь не лучший», — считал Берзиньш.
В его переводе вышли книги поэзии Расула Рза (1972), Фазыла Хюсню Дагларджи (1974, 1980), Виславы Шимборской (1979) и Саади (1981).
С 1990 года работал над новым переводом на латышский язык библейских книг Иова, Псалтирь, Притчей, Экклесиаста и Ионы.
В 2011 году Берзиньш закончил начатый в 2000 году перевод на латышский язык Корана. Переводил исландский эпос Эдды и испанскую «Песнь о моём Сиде».
Поэзия Берзиньша переведена на русский (переводы Сергея Морейно и Ольги Петерсон), немецкий, шведский, эстонский, литовский, чешский, английский, исландский, болгарский, белорусский и украинский языки, а также на иврит.

## Общественная работа
Участник латвийского PEN-клуба с 1988 года.
В 1989 году вступил в ЛСДРП, в 1991—1992 годах был её главой.
В 1996 году был избран в Совет по делам национальностей.

## Отзывы
«Названный именем Улдиса Берзиньша континент. Преувеличение? Нисколько — как иначе представить сделанное Улдисом Берзиньшем за полвека? Простой библиографией или обзором работ тут не обойдешься, речь о чём-то более широком — культурных слоях или континентах. Такое впечатление, что Берзиньш всю жизнь писал один гигантский текст, каждым новым стихом добавляя к нему какой-то фрагмент, отвоёванный у молчания», — так в представлении на премию года за жизненный вклад в литературу написал эксперт премии LALIGABA, писатель и критик Гунтис Берелис.
«Я хочу, чтобы моему народу Коран, Библия и памятники мировой культуры были доступны в самом прекрасном виде, какой возможен — это он считал своей целью и неотступно это делал, отдавая этому практически всё. Он был из тех, кто знает то, чего не знает ни один человек на земле, и не знает того, что известно всем, поскольку то, что было в его голове — это был такой огромный космос, такой парад планет, что мы вряд ли сможем осознать в таких масштабах», — сказала руководитель Международного дома писателей и переводчиков Андра Консте.
«В центре его бытия был язык, реальность языка, и он не не отделял поэзию от реальности». Поэт и биограф У. Берзиньша, Марис Салейс.
«Он довольно рано нашёл свой поэтический стиль, который эпичен, который состоит из фрагментов разных времён и пространств, который активно включает различные регистры латышского языка, начиная от жаргона и повседневной речи, даже вульгаризмов, и заканчивая возвышенной образной терминологией Библии, и это большой, великий космос языка, в который приглашается каждый, кто отличает его стих». Поэт и редактор Карлис Вердиньш.

## Семья
Супруга — Елена Стабурова, профессор истории, китаевед, преподаватель кафедры политологии и руководитель Центра Конфуция Рижского университета им. Страдыня. «Если Улдис открыл для латышей Коран, то Елена — великого мыслителя Конфуция», — написал о ней Ф.Гордон.
Сын — музыкант, математик, политический заключённый Латвии Ансис Атаол Берзиньш (1975), названный в честь студенческого друга, турецкого поэта Атаола Бехрамоглу, «которого Эрдоган не сажает в тюрьму только чтобы не подтолкнуть Нобелевский комитет присудить премию по литературе этому хулителю режима и народному любимцу», говорил о товарище У. Берзиньш.
Дочь — Уна Александра Черенкова-Берзиня (1985), так же, как и её мать, политолог-китаевед, преподаватель китайского языка в Центре Конфуция Рижского университета им. Страдыня.

## Избранные сочинения

### Поэзия
- Piemineklis kazai. — Rīga: Liesma, 1980.
- Poētisms baltkrievs. — Rīga: Liesma, 1984.
- Nenotikušie atentāti. — Rīga: Liesma, 1990.
- Parasts akmens. — 1992.
- Kukaiņu soļi. Raiņa un Aspazijas fonds. — 1994.
- Laiks / в соавт. с Юрисом Кронбергсом. — Rīga: Zinātne, 1994.
- Daugavmala. — Rīga: Nordik, 1999.
- Nozagtie velosipēdi. — Rīga: Minerva, 1999.
- Maijs debešos. — Rīga: Preses nams, 2002.
- Synpunkt pa evigheten. — 2004. (по-шведски)

### Сборники
- Dzeja. — Rīga: Artava, 1995.
- Dzeja. — Rīga: Atēna, 2004.

### Переводы
- Šimborska V. Apsveiksim skudras. — Rīga, 1979.
- Saadi. Rožu dārzs. — Rīga: Liesma, 1983.
- Hļebņikovs V. Putnu karapulki / в соавт. с Марисом Чаклайсом. — 1985.
- Baložu pilni pagalmi / турецкая поэзия, в соавт. с П. Бруверсом. — Rīga: Liesma, 1988.
- Mana vectēva Korkuda grāmata. — Rīga: Liesma, 1993.
- Ījabs. — Rīga: Zinātne, 1997.
- Snorre Sturlas dēls. Gilves acumalds. — Rīga: Nordik, 1997.
- Šimborska V. Dzeja. — Rīga: Jumava, 1998.
- Milošs Č. Sagūstītais prāts. — Rīga: Zvaigzne ABC, 1998.
- Pulcētājs. — Rīga: Zinātne, 2000.
- Slavinājumi. — 2005.
- Dāglardža F.H. (два сборника стихотворений).
- R. Rza. Krāsas.
- E. Eilisli. Cilvēki un koki.
- Mahtimguli. Cik dziļas dzīles pasaulei / в соавт. с М. Чаклайсом, Н. Калнсом, Я. Рокпелнисом.

## Публикации на русском языке
- Берзиньш, Улдис. ..На моем наречье / Улдис Берзиньш; с латыш. пер. Сергея Морейно // Дружба Народов. — 2001 .— N 5 .— С. 110-111 .— ISSN 00126756 .— Содерж.: Лиепая; Одна птичка поет; Спросонок; Поле Ояра Вациетиса.
- Берзиньш, Улдис. Три сна Абдулхая Уляшева: стихи // Дружба Народов. — 2004. — № 10. — С. 90-91 .— ISSN 00126756. В сносках об авторе. — I .— II (смерть Манаса) .— III (рождение Манаса) .— ноги Кришьяна Валдемара .— статический момент.
- Берзиньш, Улдис. Падежи и песни: сб. / пер. с латышского О. Петерсон, составл. И. Паклоне. — М.: Балускин, 2010. — 172 с. ISBN 978-5-904251-03-1
- Берзиньш, Улдис. Стихи // Берега дождя. Современная поэзия латышей. Выбор Сергея Морейно / пер. С. Морейно. — М.: Новое издательство, 2010. ISBN 978-5-98379-132-9
- Берзиньш, Улдис. Падежи и песни: стихи / пер. с латышского О. Петерсон. // Дружба Народов. — 2012. — № 4.

## Награды и признание
- премия Зинаиды Лазды (1994)
- орден Трёх звёзд (1995)
- премия Балтийской ассамблеи в области литературы (1995)
- премия Спидолы (2000)
- Почётный академик Латвийской АН[9]
- Премия года в литературе (LALIGABA): за перевод Псалтири («Slavinājumi», 2005), за сборник стихов «Saruna ar Pastnieku» (2009), специальная премия за перевод Корана (2011) и Песней Эдды (2015), за выдающийся жизненный вклад в культуру и обогащение языка произведениями мировой литературы (2017). Премия в размере 3000 евро после уплаты налогов присуждена Baltic International bank[10]. В 2018 году присуждена премия года в литературе за поэтический сборник «Idilles»[2].

### Память
В Риге на доме 24/26 по улице Кр. Барона, где жил Улдис Берзиньш, в октябре 2021 года была установлена мемориальная доска работы Ояра Фелдберга с надписью: «В этом доме родился, рос, работал и жил выдающийся латышский поэт и переводчик Улдис Эгилс Берзиньш (1944—2021)».